# Carlos Platier Luna
Carlos Platier Luna (Oldenzaal, 31 januari 1994) is een Nederlands judoka, mediapersoonlijkheid en presentator.
Platier Luna is voornamelijk bekend door zijn deelname aan het achttiende seizoen van het RTL 5-programma Expeditie Robinson in 2017. Het was voor het eerst na zeven jaar tijd weer mogelijk om als onbekende Nederlander mee te doen. Platier Luna was een van de vier onbekenden die samen met vijftien bekende Nederlanders strijden voor de titel. Platier Luna wist het tot de finale te schoppen en wist deze uiteindelijk te winnen ten koste van de andere finalisten: Kaj Gorgels en Soundos El Ahmadi. Hiermee werd hij de eerste onbekende Nederlander na zeven jaar tijd die het programma weer wist te winnen.
Na zijn deelname was Platier Luna geregeld op televisie te zien, onder andere bij Eilandpraat en De Jongens tegen de Meisjes. Daarnaast verscheen Platier Luna in februari 2018 voor het eerst als presentator, hij presenteerde zeven weken lang de selectieprocedure die onbekende Nederlanders moesten volgen om zich kandidaat te stellen voor Expeditie Robinson.
In het najaar van 2018 was Platier Luna een van de deelnemers aan het programma Boxing Stars, hij moest boksen tegen Brace, van wie hij won. In de halve finale nam hij het op tegen Juvat Westendorp, Platier Luna verloor het gevecht volgens de beoordeling van de jury. Dit leverde veel negatieve reacties op bij de kijkers die vonden dat Platier Luna duidelijk dominanter was in het gevecht.
In 2019 was Platier Luna de kandidatenbegeleider voor het twintigste seizoen van Expeditie Robinson.
In 2021 doet Platier Luna mee aan De Alleskunner VIPS.
In het voorjaar van 2022 was Platier Luna na vijf jaar te zien in het speciale seizoen Expeditie Robinson: All Stars waarin oud (halve)finalisten de strijd met elkaar gaan om de ultieme Robinson te worden. Hij viel ditmaal als achtste af en eindigde daarmee op de negende plaats.
In 2023 presenteert Platier Luna het televisieprogramma Make it your game.